# ニコラ・ラゼティッチ
ニコラ・ラゼティッチ（セルビア語: Никола Лазетић, ラテン文字転写: Nikola Lazetić、1978年2月9日 - ）は、セルビアの元サッカー選手、サッカー指導者。ポジションはミッドフィールダー。
弟のジャルコ・ラゼティッチと甥のマルコ・ラゼティッチもサッカー選手（ジャルコは元サッカー選手）である。

## 経歴
コソボ中北部の都市ティトヴァ・ミトロヴィツァの出身。15歳で故郷のクラブ、トレプチャへ入団。すぐに才能を見い出されたラゼティッチはレッドスター・ベオグラード、ヴォイヴォディナ、オビリッチといったセルビアの大都市に本拠を置くクラブへ活躍の場を移した。
2000年6月、600万マルクの移籍金でトルコのフェネルバフチェへ移籍。最初のシーズンはレギュラーを掴むが、2シーズン目は16試合の出場に終わる。彼の最後の出場は、2002年3月17日の対マラティヤスポル戦だった。
2002年夏、ラゼティッチはフリートランスファーでイタリアのコモと契約を結ぶ。そのままキエーヴォにレンタルされ、2002年9月27日のインテル戦でセリエAデビュー。2003年1月には再びレンタルでラツィオに移籍した。
2003年夏にはジェノアと契約を結ぶが、すぐにレンタルでシエナへ放出された。ジェノアに復帰したのは2004年の夏のことで、彼は自身初のセリエBでのシーズンを送ることになった。
彼はクラブのセリエB優勝に貢献するが、ジェノアはカルチョ・スキャンダルに伴う処分によってタイトルを剥奪され、セリエC1へと降格した。
2005年8月30日、彼はリヴォルノへ移籍するが、約半年後の2006年1月にはトリノと契約を結ぶ。トリノはこのシーズン、セリエA復帰を果たした。
2008年、キャリアをスタートさせたクラブであるレッドスター・ベオグラードへ移籍した。ここでは2年間キャプテンを務め、シカゴ姉妹都市カップ、セルビアカップと2つのタイトル獲得に貢献した。
2010年にヴォイヴォディナに移籍し、シーズン終了後に現役を引退した。